# 蔡云峰事件
蔡云峰，中华人民共和国商人。
2022年7月28日，蔡云峰在微博预告他即将实名公开举报甘肃省高官，并表示：“如果我突然死亡，不是自杀，不要相信他们的结论，希望大家能关注此事。”9月18日下午，蔡雲峰在微博發文「關於甘肅省公安廳原常務副廳長姚遠及其妻子林明宇腐敗問題的實名舉報」，公開向中央紀委、公安部紀檢組、甘肅省紀委，舉報姚遠（1954年-2013年）、林明宇夫妻涉嫌嚴重貪腐，還有24名省公安系統幹警或相關人等買官行賄。蔡雲峰在舉報信中指，自己多年來為承攬公安系統工程，會直接送現金，或打牌時主動輸錢來多次行賄姚遠。他還充當中介，替買官者向姚遠行賄。但後來自己生意受挫，又身患絕症，想找他曾行賄的官員取回送出的錢來醫病，但不得要領，怨憤中萌生公開舉報同歸於盡的念頭。
據蔡雲峰自述，他與姚遠夫妻相識2、30年，過從較密。蔡雲峰指，自己知道3件。第1件事，是2000年姚遠打算升副廳長，「（姚遠）在我那兒分3次拿了20萬（人民幣，以下貨幣單位皆同）。他說10萬塊錢給了時任廳長蔚振忠，另外10萬怎麼打點的他沒細說，然後2001年升了副廳長」。「第2件事是升正廳的時候」，蔡雲峰指，「他（姚遠）跟我說送給時任省委書記陸浩現金30萬和一件古董，這件事秘書武文剛司機範保中都知道，後來武文剛還和我又說過這件事，當時林偉（省廳相關人士）也在場」。第3件事則是姚遠幫女婿程華「安排工作」，程華能力差，晉升無望，姚遠找了時任北京市公安局長傅政華幫忙，「把程華安排在北京市公安局公交分局」；「具體拿多少錢姚遠沒說」，不過在事後一次宴席上，林明宇把手鐲送給傅政華的老婆，「她很心疼，說額外又搭了3個鐲子，然後就是罵程華。林明宇常帶3個鐲子，1個大純金的，1個高級和田玉的，1個高級翡翠的」。
蔡雲峰還暴露姚遠夫妻私生活混亂，2人婚後一直不孕，林明宇疑似幫姚遠戴綠帽後懷孕，以身孕要脅姚遠不能離婚，女兒血型可知真相，另外，姚遠還趁職權之便，睡過不少公安局女民警，「林明宇說在嘉峪關時，公安局稍有姿色的女民警都和姚遠有關係」，還有女民警因此懷孕，被姚遠用錢打發。
9月20日，蔡雲峰被中國警方敲門後失聯，甘肅警界人事地震，對外則保持沉默。蔡雲峰微博帳號內容在9月21日被全數淨空，手機號碼被註銷。9月21日凌晨4時，蔡雲峰從甘肅省蘭州市住所墜樓身亡。